# Salomon Hofling
Salomon Hofling, född 18 juli 1779 i Halmstad, död 18 januari 1827 i Stockholm, var en svensk miniatyr- och pastellmålare.
Han var son till landskamreraren i Halmstad Carl Hofling och Hedvig Ulrica Printzler och gift med Fredrica Eleonora Kugelberg samt far till Carl Hofling. Han studerade konst för Lorentz Svensson Sparrgren vid Konstakademien i Stockholm och medverkade mellan 1809 och 1826 åtta gånger i akademiens utställningar. Han blev agré vid Konstakademien 1813. Hans konst består av porträtt, genrebilder och landskap med motiv från Stockholms omgivningar i olja eller pastell. Han målade i Lorentz Svensson Sparrgrens manér, dock utan att nå dennes stora popularitet. Hofling finns representerad med miniatyrer vid Nationalmuseum, Göteborgs konstmuseum och Örebro läns museum.

### Övriga källor
- Svenskt konstnärslexikon del III sid 161, Allhems Förlag, Malmö.
- Svenska konstnärer, Biografisk handbok, Väbo förlag, 1987, sid 216, ISBN 91-87504-00-6
- Carlquist, Gunnar (red.) (1932). Svensk uppslagsbok. Malmö: Svensk Uppslagsbok AB:s förlag, band 13 s. 169.